# Gamma Phoenicis
Gamma Phoenicis (γ Phe) – gwiazda w gwiazdozbiorze Feniksa, odległa od Słońca o około 234 lata świetlne.

## Charakterystyka obserwacyjna
Gamma Phoenicis to czerwony olbrzym należący do typu widmowego M0. Jej temperatura jest oceniana na 3900 K. Promień tej gwiazdy jest 53 razy większy niż promień Słońca, zaś masa tylko o 25% większa od masy Słońca. Gwiazda ma nieco ponad 5,5 miliarda lat i opuściła ciąg główny, choć nie jest pewne, czy dopiero zaczyna syntezę helu w węgiel, czy ją zakończyła. Jest to gwiazda zmienna nieregularna lub półregularna, której obserwowana wielkość gwiazdowa zmienia się od 3,39 do 3,49m, a to sugeruje, że synteza helu już ustała. W przyszłości gwiazda odrzuci otoczkę i stanie się białym karłem.
Gamma Phoenicis ma towarzysza zidentyfikowanego spektroskopowo, który okrąża ją w czasie 195,85 doby. Jeśli jest to gwiazda podobna do Słońca, to jest oddalona o 0,8 au; jeśli ma mniejszą masę, to odległość może być mniejsza, około 0,65 au.